# Анзерский
А́нзерский — второй по величине остров в составе Соловецкого архипелага после Соловецкого. Площадь — 47 км². Административно принадлежит Архангельской области России. Наивысшая точка острова и всего архипелага — гора Вербокольская (высота 86,5 метров). От других островов архипелага Анзерский отделён проливом Анзерская Салма.
Большая часть острова покрыта болотами, поросшими сосной. Имеется множество озёр.
Крайние точки:
- мыс Кеньга — западная;
- мыс Колгуев — восточная;
- мыс Вербокольский — северная;
- мыс Капельский — южная.

## История

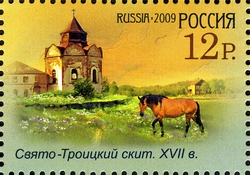
Свято-Троицкий скит, 17 век. Марка, 2009

На острове были основаны первые скиты Соловецкого монастыря. В XVII веке преподобный Елеазар Анзерский по благословению соловецкого игумена Иринарха основал Свято-Троицкий скит. В 1620 году на деньги матери царя Михаила Фёдоровича инокини Марфы в скиту была построена деревянная церковь во имя Живоначальной Троицы с приделом во имя преподобного Михаила Малеина. 31 июля 1633 года царь Алексей Михайлович даровал скиту независимость от Соловецкого монастыря и установил ему ежегодное содержание, а в 1638 году отдал скит под охрану сумского воеводы.
В XVIII веке преподобный Иов Анзерский (в схиме — Иисус) организовал Голгофо-Распятский скит на горе Голгофа (высота 64 метра). В 1714 году им была построена первая деревянная церковь в память о Распятии Христовом. В 1856 году при архимандрите Досифее она была заменена каменным храмом, а деревянную церковь перенесли на вершину горы и заново освятили в 1865 году.
В период СЛОН анзерские скиты разделили судьбу остальных заведений монастыря — на острове было организовано шестое особое отделение лагеря. В настоящее время возобновлена деятельность Голгофо-Распятского скита.
С 2001 года на Свято-Троицком скиту возобновлено проживание монашествующих, а в августе 2009 года Патриархом Московским и всея Руси в должности скитоначальника утверждён иеромонах Георгий (Курдогло).

## Топографические карты
- Лист карты Q-36-XXIX,XXX Кемь. Масштаб: 1 : 200 000. Указать дату выпуска/состояния местности.
- Лист карты Q-37-XXV,XXVI. Масштаб: 1 : 200 000. Состояние местности на 1981 год. Издание 1989 г.